# Ángeles Santos Torroella
Pour les articles homonymes, voir Santos, Torroella et Angelita.
Ángeles Santos Torroella, aussi connue sous le surnom d’Angelita, née le 7 novembre 1911 à Portbou, dans la Province de Gérone en Catalogne et morte le 3 octobre 2013 à Madrid, est une peintre espagnole d'avant-garde à la trajectoire fugace, qui a été une précurseuse dans l'évolution de la peinture en Espagne.

## Biographie
Fille aînée d'un fonctionnaire des douanes, née en 1911 à Portbou en Espagne, elle réside dans diverses villes espagnoles au gré des mutations de son père. C'est à Valladolid en 1929, alors qu'elle n'a que 17 ans, qu'elle réalise ses deux œuvres majeures : Un monde et Tertulia (Le Cabaret), qui sont présentées à Madrid en octobre et connaissent un accueil enthousiaste. Ramón Gómez de la Serna écrit : « une révélation a surgi : celle d'une gamine de 17 ans. Ángeles Santos, qui apparaît comme une sainte Thérèse de la peinture, entendant des colombes et des étoiles lui dicter le tracé que doivent suivre ses pinceaux. » La très jeune artiste reçoit la visite des grands poètes hispaniques de l'époque, de Jorge Guillén à Federico García Lorca en passant par le chilien Vicente Huidobro ; Juan Ramón Jiménez lui dédie également un poème.
La reconnaissance qu'elle rencontre à Madrid de la part des intellectuels du pays n'est pas unanime. En effet son désir de modernité et de nouveauté dans la création s'oppose régulièrement, parfois violemment, à l'environnement provincial dans lequel elle vit au quotidien. Elle peint par exemple Ninos y plantas en 1930, qui crée un scandale retentissant à Valladolid (les deux enfants portraiturés étaient nus pendant les séances de pose). Ce conflit de l'artiste avec elle même et avec son entourage culmine quand sa famille insiste pour l'interner dans un centre de santé à Madrid pour cause de «crise de personnalité». Elle s'installe ensuite en Catalogne où, désormais éloignée de l'avant-garde, elle épouse Emili Grau i Sala en 1936.
Son frère Rafael Santos Torroella (es) est un critique d'art fameux, spécialiste notamment de l'œuvre de Salvador Dalí.
Oubliée durant des décennies, elle retrouve la place qu'elle mérite dans l'Histoire de l'art lorsque le Musée Reina Sofía achète Un monde en 1997. Ses premières œuvres sont marquées par les mouvements d'avant-garde en peinture dans les années 1920 et 1930. Elle participe à l'éclosion d'une nouvelle peinture, entre surréalisme  et expressionnisme, dans son pays,. En 2003, elle reçoit la Médaille d'or du mérite des beaux-arts par le Ministère de l'Éducation, de la Culture et des Sports, puis en 2005 la Creu de Sant Jordi de la Généralité de Catalogne. Elle meurt à Madrid à l'âge de 101 ans, en octobre 2013.

## Œuvre
Ses tableaux d'avant-garde, créés sur l'espace de trois ans entre 1928 et 1930, comptent parmi les meilleurs exemples de l'influence du réalisme magique et de la Nouvelle Objectivité dans la peinture espagnole des années 1920. Chargés de mystères glacés, ils anticipent l'œuvre de deux femmes peintres compatriotes : Maruja Mallo et Remedios Varo.
Le Musée Reina Sofía de Madrid réunit sept toiles d'Ángeles Santos, dont les plus importantes : 
- Autoportrait, 1928, huile sur toile, 62 x 44 cm[10]
- Un monde, 1929, huile sur toile, 290 × 310 cm[11]
- Tertulia (Le Cabaret), 1929, huile sur toile, 130 x 193 cm[12]
- Dîner familial, 1930, huile sur toile, 96 x 127 cm[13]
- Deux frères, 1930, huile sur toile, 90 x 70 cm[14]
- Enfants et plantes, 1930, huile sur toile, 141 x 126 cm[15]
- Lilas et crâne, 1930, huile sur toile, 80 x 84 cm[16]